# ريكي بويج
ريكارد «ريكي» بويج مارتي (بالإسبانية: Riqui Puig) (النطق الكتالاني : [riˈkaɾt ˈputʃ]؛ مواليد 13 أغسطس 1999) هو لاعب كرة قدم إسباني يلعب في مركز الوسط مع لوس أنجلوس غلاكسي.

## مسيرته المهنية
ولد بويج في ماتاديبيرا، برشلونة، كتالونيا، وانضم إلى لا ماسيا برشلونة في عام 2013، قادمًا من يو أف بي جاباك تيراسا. بعد تطوره من خلال نطام الشباب، شارك لأول مرة مع الفريق الاحتياطي في 24 فبراير 2018، حيث دخل كبديل في الشوط الثاني عن ماركوس ماكجوان في مباراة التعادل 1–1 على أرضه أمام خيمناستيك طركونة في دوري الدرجة الثانية الإسباني.
في 11 يونيو 2018، جدد بويغ عقده مع برشلونة حتى عام 2021، وتم ترقيته إلى الفريق ب الذي يلعب في الدوري الإسباني الدرجة الثانية بي. شارك لأول مرة مع الفريق الأول في 5 ديسمبر، حيث حل محل زميله الخريج الشاب أريول بوسكيت في الدقيقة 55 من مباراة الفوز 4–1 على كولتورال ليونيسا، في كأس ملك إسبانيا؛ كما أنه صنع الهدف الرابع لدينيس سواريز.
شارك بويج لأول مرة في الدوري الإسباني في 13 أبريل 2019، حيث لعب كأساسي لمدة 67 دقيقة في مباراة التعادل 0–0 ضد هويسكا.

## حياته الشخصية
كان والد بويج، كارلوس، لاعب كرة قدم أيضًا. كان يلعب كظهير أيسر، أمضى مسيرته المهنية بأكملها في تمثيل نادي تيراسا.

## الإحصائيات
آخر تحديث 19 يوليو 2020.
| النادي    | الموسم   | الدوري                            | الدوري | الدوري  | كأس ملك إسبانيا | كأس ملك إسبانيا | دوري أبطال أوروبا | دوري أبطال أوروبا | أخرى   | أخرى    | المجموع | المجموع |
| النادي    | الموسم   | الدرجة                            | الظهور | الأهداف | الظهور          | الأهداف         | الظهور            | الأهداف           | الظهور | الأهداف | الظهور  | الأهداف |
| --------- | -------- | --------------------------------- | ------ | ------- | --------------- | --------------- | ----------------- | ----------------- | ------ | ------- | ------- | ------- |
| برشلونة ب | 2017–18  | دوري الدرجة الثانية الإسباني      | 3      | 0       | —               | —               | —                 | —                 | —      | —       | 3       | 0       |
| برشلونة ب | 2018–19  | الدوري الإسباني الدرجة الثانية بي | 32     | 0       | —               | —               | —                 | —                 | —      | —       | 32      | 0       |
| برشلونة ب | 2019–20  | الدوري الإسباني الدرجة الثانية بي | 21     | 2       | —               | —               | —                 | —                 | —      | —       | 21      | 2       |
| برشلونة ب | المجموع  | المجموع                           | 56     | 2       | —               | —               | —                 | —                 | —      | —       | 56      | 2       |
| برشلونة   | 2018–19  | الدوري الإسباني                   | 2      | 0       | 1               | 0               | 0                 | 0                 | 0      | 0       | 3       | 0       |
| برشلونة   | 2019–20  | الدوري الإسباني                   | 11     | 0       | 1               | 0               | 0                 | 0                 | 0      | 0       | 12      | 0       |
| برشلونة   | المجموع  | المجموع                           | 13     | 0       | 2               | 0               | 0                 | 0                 | 0      | 0       | 15      | 0       |
| الإجمالي  | الإجمالي | الإجمالي                          | 69     | 2       | 2               | 0               | 0                 | 0                 | 0      | 0       | 71      | 2       |

## الإنجازات
برشلونة
- الدوري الأوروبي للشباب: 2017–18
- الدوري الإسباني: 2018–19
- كأس ملك إسبانيا: 2020–21

## وصلات خارجية
- ريكي بويج على موقع الدوري الأمريكي (الإنجليزية)
- ريكي بويج على موقع إي إس بي إن إف سي (الإنجليزية)
- ريكي بويج على موقع قاعدة بيانات كرة القدم.إي يو (الإنجليزية)
- ريكي بويج على موقع ليكيب (الفرنسية)
- ريكي بويج على موقع Soccerbase.com (لاعب) (الإنجليزية)
- ريكي بويج على موقع Soccerway.com (الإنجليزية)
- ريكي بويج على موقع عالم كرة القدم.نت (الإنجليزية)
- ريكي بويج على موقع AS.com (الإسبانية)